# الاضطرابات الفلسطينية (فبراير 1987)
كانت الاضطرابات الفلسطينية في فبراير 1987 عبارة عن موجة من الاضطرابات التي اجتاحت الأراضي الفلسطينية المحتلة في فبراير 1987. بدأت الموجة في التاسع من فبراير/شباط، مع اندلاع الاحتجاجات بعد أن استخدم الجنود الإسرائيليون الذخيرة الحية لتفريق مظاهرة أقيمت في مخيم بلاطة في الضفة الغربية. واستمرت الموجة حتى أواخر فبراير/شباط، وتطورت إلى هجوم بقنبلة يدوية على موقع حدودي إسرائيلي ومقتل سائق سيارة أجرة فلسطيني صدم دورية عسكرية إسرائيلية. خلال الاضطرابات، أمرت السلطات الإسرائيلية بإغلاق جميع الجامعات الفلسطينية الخمس الكبرى مؤقتًا.

## خلفية
بعد انتصار إسرائيل في حرب 1967، احتلت إسرائيل الأراضي الفلسطينية، بما في ذلك الضفة الغربية. كان الاحتلال مثيرًا للجدل، حيث اتُهمت إسرائيل بانتهاك القانون الدولي، فضلاً عن ارتكاب انتهاكات لحقوق الإنسان والفصل العنصري ضد الفلسطينيين. كما عملت الحكومة الإسرائيلية بشكل نشط على تشجيع إنشاء ونمو المستوطنات الإسرائيلية في فلسطين. كما اتُهمت منظمة التحرير الفلسطينية، وهي جماعة مظلة تمثل أبرز الميليشيات الوطنية الفلسطينية المسلحة في النصف الثاني من القرن العشرين، ومعظمها يسارية وعلمانية، بارتكاب عدد من انتهاكات حقوق الإنسان وشن حملة إرهابية ضد الإسرائيليين.
انتهى عام 1986 في الأراضي الفلسطينية المحتلة بموجة كبيرة من الاضطرابات بعد أن أطلقت القوات الإسرائيلية النار على طالبين من جامعة بيرزيت وقتلتهما أثناء احتجاجهما على حاجز طريق أقيم على الطريق الرئيسي المؤدي إلى الحرم الجامعي. استمرت التوترات في الصراع الإسرائيلي الفلسطيني في التفاقم خلال الأسابيع الأولى من عام 1987، وإن كان بهدوء نسبي، بما في ذلك هدم المنازل الفلسطينية من قبل السلطات الإسرائيلية، وترحيل الشخصيات السياسية الفلسطينية، والاستيلاء على الأراضي الفلسطينية من قبل السلطات الإسرائيلية، والطعن غير المميت لشقيقين يهوديين في البلدة القديمة في القدس، وإطلاق النار غير المميت على العديد من المتظاهرين الفلسطينيين، وإصابة تسعة إسرائيليين في تفجير حافلة، والإعلان عن التهم في قضية ضد أربعة نشطاء سلام إسرائيليين لعقد اجتماع سلام مع مجموعة من أعضاء منظمة التحرير الفلسطينية المعتدلين في نوفمبر 1986. وفي أواخر يناير/كانون الثاني 1987، هدد وزير الدفاع الإسرائيلي إسحاق رابين أيضاً بإغلاق الجامعات الفلسطينية بشكل دائم إذا لم تتخذ خطوات لمنع طلابها من المشاركة في المظاهرات السياسية. كما أصبح عنف المستوطنين الإسرائيليين وعمليات الانتقام منهم قضية متزايدة، خاصة وأن عدد المستوطنين تضاعف خلال السنوات الأربع الماضية وأصبحوا بمثابة بؤر ساخنة للمشاعر اليمينية المتطرفة والقومية الإسرائيلية المتطرفة.

## الأحداث
في 9 فبراير 1987، نظم فلسطينيون مظاهرة في مخيم بلاطة، بالقرب من نابلس في الضفة الغربية، احتجاجًا على حصار حركة أمل لمخيم شاتيلا للاجئين الفلسطينيين في لبنان. وردت قوات الاحتلال على المظاهرة بمحاولة تفريقها بالقوة، مستخدمة في البداية الغاز المسيل للدموع والرصاص المطاطي، ثم الذخيرة الحية، ما أدى إلى إصابة أربعة من المتظاهرين. أصيب جندي إسرائيلي بجروح طفيفة بعد أن أصيب بحجر ألقي عليه. ومع انتشار خبر إطلاق النار، تجمع طلاب جامعة النجاح الوطنية القريبة لتنظيم مظاهرة احتجاجية على استخدام القوة لتفريق الاحتجاج. وتدخلت القوات الإسرائيلية لتفريق المظاهرة الطلابية بالقوة أيضًا، ما أدى إلى إصابة سبعة طلاب. وزعم الجيش الإسرائيلي أن المتظاهرين في المظاهرتين "عرضوا حياة الجنود للخطر"، بما في ذلك رفضهم تنفيذ أوامر الجنود، وإلقاء الحجارة، وإلقاء الزجاجات، ورفع الأعلام الفلسطينية. وبعد ذلك تم فرض حظر التجوال على مخيم بلاطة، وأمر الجيش بإغلاق جامعة النجاح الوطنية لمدة شهر.
وقد أشعلت الاستجابة الإسرائيلية لمظاهرات التاسع من فبراير موجة من الاحتجاجات في مختلف أنحاء الأراضي الفلسطينية المحتلة في الأيام التالية. وشملت الاحتجاجات مسيرات طلابية في جامعة النجاح داخل الحرم الجامعي، رغم الإغلاق القسري، وإضرابات طلاب المدارس الثانوية، ومسيرات نسائية، وإضرابات تجارية، ومظاهرات في المدن الفلسطينية. كما تم تنظيم العديد من الاحتجاجات الأخرى ضد حصار شاتيلا، بما في ذلك مسيرة لطلاب جامعة بيرزيت ووقفة احتجاجية للفنانين في القدس الشرقية.
وتحرك جنود الاحتلال لتفريق عدد من الاحتجاجات باستخدام الغاز المسيل للدموع والرصاص المطاطي، وفي بعض الحالات الذخيرة الحية، كما رشق المتظاهرون في عدة مظاهرات جنود الاحتلال والمركبات الإسرائيلية بالحجارة والزجاجات. وبحلول 15 فبراير/شباط، أصيب ما لا يقل عن سبعة جنود إسرائيليين بالحجارة. وفي 10 فبراير/شباط، أسفرت غارة ليلية إسرائيلية عن اعتقال نحو مائة شاب بتهمة التحريض على المظاهرات. وفي الحادي عشر من فبراير/شباط، أمرت السلطات الإسرائيلية بإغلاق كلية الروضة في نابلس لمدة أسبوعين، ووضعت ثلاثين شاباً من مخيم بلاطة رهن الاعتقال الإداري بتهمة التحريض وإلقاء الحجارة، وأطلقت النار على صبي فلسطيني في خان يونس وأصابته. في 14 فبراير، تم اعتقال ثمانية عشر طالبًا من جامعة الخليل أثناء احتجاج أقيم في حرم الجامعة. في 16 فبراير، أصيب تسعة شبان فلسطينيين برصاص جنود إسرائيليين خلال مظاهرات في مدينة غزة، وأمرت السلطات الإسرائيلية بإغلاق الجامعة الإسلامية في غزة لمدة ثلاثة أيام. وفي 16 أكتوبر/تشرين الأول أيضاً، اعتقلت القوات العسكرية الإسرائيلية روجر هيكوك، الأستاذ بجامعة بيرزيت، واتهمته بالتحريض على مظاهرة نسائية في رام الله. في 17 فبراير/شباط، أصيبت فتاة فلسطينية تبلغ من العمر 16 عاماً برصاصة عندما رشق متظاهرون في خان يونس بالحجارة مركبة عسكرية إسرائيلية، كما أمرت السلطات بإغلاق جامعة بيت لحم وجامعة بيرزيت لمدة أربعة أيام. خلال فترة الاضطرابات، أعلن الجيش الإسرائيلي بعض مناطق الضفة الغربية مناطق عسكرية مغلقة، ومنع الصحفيين من الدخول، وتحرك لمعاقبة أصحاب المتاجر الذين شاركوا في الإضرابات التجارية من خلال إغلاق أبواب متاجرهم بشكل دائم.
كما شارك بعض الإسرائيليين في أنشطة مرتبطة بالصراع الإسرائيلي الفلسطيني خلال فترة الاضطرابات. في 10 فبراير/شباط، أقيمت مظاهرة إسرائيلية فلسطينية مشتركة في صور باهر، بالقرب من القدس الشرقية، احتجاجًا على خطط الحكومة الإسرائيلية لتدمير أشجار الزيتون المملوكة للفلسطينيين على الأراضي التي استولت عليها الحكومة الإسرائيلية مؤخرًا. في يوم 11 فبراير، حاولت مجموعة من المستوطنين من غوش قطيف إغلاق الطريق السريع الرئيسي في قطاع غزة. في 16 فبراير، داهمت الشرطة الإسرائيلية مركز المعلومات البديلة الإسرائيلي، وأصدرت أمرًا بإغلاقه لمدة ستة أشهر، وألقت القبض على مديره ميشيل فارشاوسكي، بتهمة مساعدة الجبهة الشعبية لتحرير فلسطين.
وقد شهدت المراحل الأخيرة من فترة الاضطرابات وقوع حادثين عنيفين آخرين. في 18 فبراير، أطلق جنود إسرائيليون النار على سائق سيارة أجرة فلسطيني وقتلوه بعد أن صدم دورية إسرائيلية في مخيم عسكر، مما أدى إلى إصابة جنديين. وزعم الجيش الإسرائيلي أن الحادث كان هجومًا متعمدًا بالدهس بالمركبة، في حين زعم بعض شهود العيان الفلسطينيين أنه كان عرضيًا، حيث انحرف سائق سيارة الأجرة لمحاولة تجنب ضرب المتظاهرين الذين كانوا يلقون الحجارة على الدورية. في 22 فبراير، ألقيت قنبلة يدوية على نقطة حدودية إسرائيلية عند بوابة دمشق في القدس، مما أدى إلى إصابة اثني عشر جنديًا إسرائيليًا ومدنيين إسرائيليين وثلاثة مدنيين فلسطينيين، معظمهم بإصابات طفيفة. وأعلنت منظمة التحرير الفلسطينية مسؤوليتها عن الهجوم، الذي يعد الهجوم الأخطر في القدس منذ أكتوبر/تشرين الأول 1986. وفي وقت لاحق، اعتقلت القوات الإسرائيلية سبعين فلسطينياً للتحقيق معهم بشأن الهجوم.
استمرت بعض الاحتجاجات طيلة الأيام التالية من شهر فبراير، بما في ذلك إضراب أصحاب المتاجر في مدينة غزة احتجاجًا على اعتقال طلاب الجامعات الفلسطينية، ومع ذلك، هدأت موجة الاضطرابات إلى حد كبير. خلال هذه الفترة، أمرت السلطات الإسرائيلية بإغلاق جامعة الخليل لمدة ثلاثة أسابيع وجامعة الأزهر في غزة لمدة عشرة أيام، بعد أن اضطرت إلى فتح أبواب الحرم الجامعي بالقوة لتفريق مظاهرة طلابية. وفي 21 فبراير/شباط، عقدت نقابة عمال النجارة والبناء في غزة أول انتخابات نقابية في قطاع غزة منذ عشرين عامًا، على الرغم من منع السلطات الإسرائيلية النقابة من إجراء الانتخابات.

## تحليل
أشار جلين فرانكل من صحيفة واشنطن بوست إلى وجود "تحول في طبيعة الصراع هنا"، حيث تحول من صراع بين الجيش الإسرائيلي و"إرهابيين محترفين مستوردين من خارج الضفة الغربية" إلى صراع يتمحور حول حوادث "بدأت محليًا، معظمها من قبل شباب فلسطينيين". وجادلت بيني جونسون من جامعة بيرزيت بأن بعض المعلقين "يبالغون في حداثة أشكال الاحتجاج - فقد استخدم الفلسطينيون العديد منها في الأراضي المحتلة خلال العقدين الماضيين"، لكن المعلقين "يؤكدون بحق على عودة ظهور التعبئة الجماهيرية" بين السكان الفلسطينيين. كما زعم جونسون أن رد فعل الجيش الإسرائيلي على الاضطرابات لم يكن مجرد "رد فعل على اضطرابات متزايدة (وهو في حد ذاته نتاج لسياسة "القبضة الحديدية" التي انتهجها رابين، من بين عوامل أخرى). بل إن السياسة العسكرية كانت مبنية على أهداف سياسية، وتُعد إجراءات الجيش تجاه الجامعات من أبرز الأمثلة على ذلك".

## العواقب
اندلعت موجة أكبر من الاضطرابات في الضفة الغربية في أواخر مارس 1987، بما في ذلك إضراب السجناء الفلسطينيين عن الطعام، ومقتل مستوطن إسرائيلي، ومقتل طالب في جامعة بيرزيت. استمرت التوترات في الصراع الإسرائيلي الفلسطيني في التزايد حتى منتصف وأواخر عام 1987، وبلغت ذروتها في نهاية المطاف مع اندلاع الانتفاضة الأولى في ديسمبر، وهي أكبر موجة من الاحتجاجات والإضرابات والمقاطعات وأعمال العصيان المدني التي قام بها الفلسطينيون منذ بداية الاحتلال الإسرائيلي في عام 1967.
استمرت محاكمة مدير مركز المعلومات البديلة ميشيل فارشاوسكي بتهمة مساعدة الجبهة الشعبية لتحرير فلسطين حتى عام 1989، عندما أدين بطباعة كتيب من تأليف الجبهة الشعبية لتحرير فلسطين حول كيفية تحمل أساليب التعذيب الإسرائيلية. حُكم عليه بالسجن لمدة عشرين شهرًا، قضاها في سجن ماسياهو.